# (6497) Yamasaki
(6497) Yamasaki (1992 UR3) – planetoida z grupy pasa głównego asteroid okrążająca Słońce w ciągu 3,52 lat w średniej odległości 2,31 j.a. Odkryta 27 października 1992 roku.